# Odessa Grand Prix
L'Odessa Grand Prix fou una competició ciclista d'un sol dia que es disputà pels voltants d'Odessa (Ucraïna). La primera edició va tenir lloc el 2015, formant part del calendari de l'UCI Europa Tour. El primer any estava composta per dos curses independents, però l'any següent ja només se'n va disputar una sola.

## Odessa Grand Prix-1
| Any  | Vencedor           | Segon           | Tercer             |
| ---- | ------------------ | --------------- | ------------------ |
| 2015 | Oleksandr Polivoda | Matej Mugerli   | Artem Topchanyuk   |
| 2016 | Oleksandr Prevar   | Vitali Buts     | Oleksandr Golovash |
| 2017 | Mikhailo Kononenko | Vitali Buts     | Oleksandr Polivoda |
| 2019 | Matvey Nikitin     | Volodymyr Dzhus | Stanislau Bazhkou  |

## Odessa Grand Prix-2
| Any  | Vencedor    | Segon         | Tercer             |
| ---- | ----------- | ------------- | ------------------ |
| 2015 | Vitali Buts | Matej Mugerli | Viesturs Luksevics |